# Ematemesi
Il termine ematemesi indica il vomito di sangue e può essere dovuto a diverse cause.

## Eziologia
Le cause si possono far risalire a:
- tumore maligno/benigno all'esofago
- ernia iatale
- emorragia gastrointestinale
- tumore maligno/benigno allo stomaco
- tumore maligno(solo) al duodeno

## Clinica
Qualora l'emorragia riguardi la porzione più alta del canale alimentare e il sanguinamento sia di una entità tale da venire espulso con l'emesi prima di venire ossidato dal pH acido dello stomaco, il sangue appare di colore rosso vivo, come avviene in corso di varici esofagee, ulcera peptica, esofagite con ulcerazioni, carcinomi come l'adenocarcinoma duodenale, gastrico ed esofageo e del carcinoma squamocellulare dell'esofago.
Se il tempo di emorragia si prolunga e la perdita non è di entità tale da stimolare immediatamente l'emesi per stiramento delle pareti gastriche, l'emoglobina presente nello stomaco viene degradata a ematina per opera dell'acido cloridrico e il sangue assume un colorito più scuro, simile alla colorazione del caffè (vomito caffeano).
Segni associati a ematèmesi possono essere enterorragia (il sangue stimola la peristalsi intestinale) e melena. La melena associata a ematemesi indica un sanguinamento che si protrae anche da diverse ore, tenendo conto che il tempo medio di transito intestinale è 72 ore.